# Shichinin no hisho
Shichinin no hisho (七人の秘書?), nota anche con il titolo internazionale Seven Secretaries, è una serie televisiva giapponese trasmessa su TV Asahi dal 22 ottobre al 24 dicembre 2020.

## Trama
Sette segretarie, che lavorano in ambienti differenti, lavorano spesso insieme per assicurare alla giustizia dei malviventi, tanto da costituire una vera e propria "squadra ombra".